# Agrotis predotai
Agrotis predotai là một loài bướm đêm trong họ Noctuidae.